# Kråkvåg
Kråkvåg est une île habitée et un groupe d'îles de la commune d'Ørland , en mer de Norvège dans le comté de Trøndelag en Norvège.

## Description
L'île de 1,4 km2 est située dans le Kråkvågfjorden, juste à l'ouest de l'île de Storfosna. Le village de Nordbotn sur l'île de Fjellværsøya (dans la municipalité voisine de Frøya) se trouve à environ 7 kilomètres à l'ouest. L'île vit de l'agriculture et de la transformation du poisson.
Kråkvåg est l'île principale du groupe, étroitement entourée par les îles de Kommersøya, Litjslåttøya et Storslåttøya. Toutes les îles sont reliées par des ponts et des chaussées. L'île de Kråkvåg est reliée à l'île voisine de Storfosna par une chaussée de 1 kilomètre de long avec un pont de 600 mètres de long au milieu.

## Réserve naturelle
La zone de mer peu profonde entre les îles Kråkvåg et Storfosna est protégée en tant que zone de conservation des animaux de Kråkvågsvaet (créée en 1983) et fait partie du système de zones humides d'Ørland en tant que Site Ramsar.

## Galerie

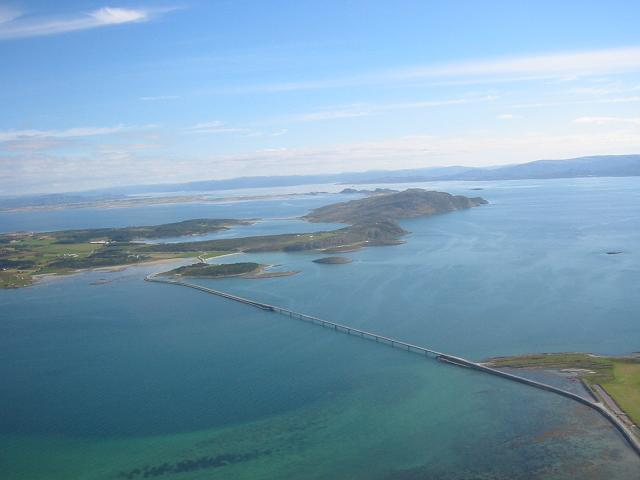
Pont de Kråkvåg reliant les îles de Storfosna et Kråkvåg.
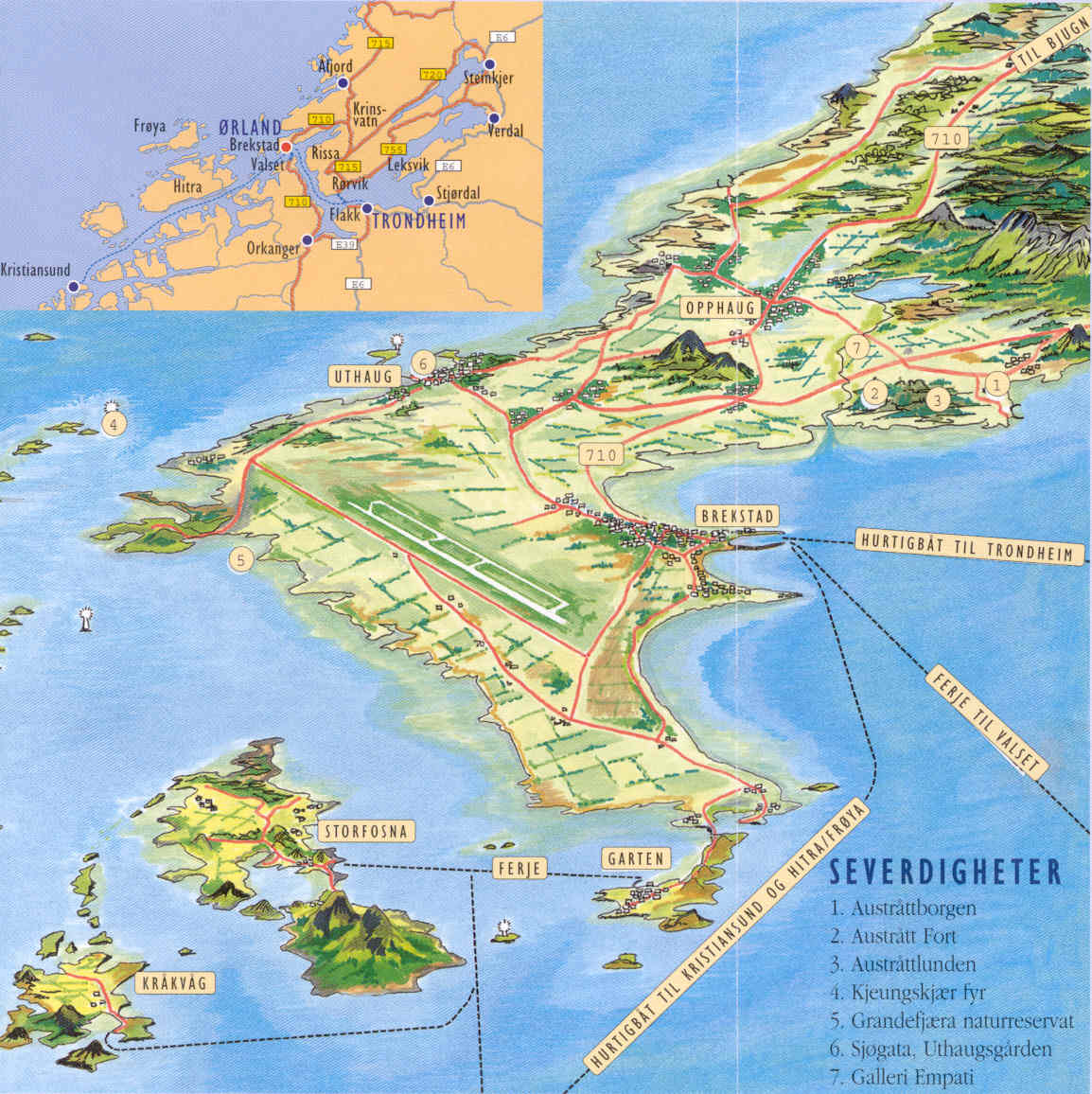
Plan.